# Eurytoma chrysothamni
Eurytoma chrysothamni är en stekelart som beskrevs av Bugbee 1975. Eurytoma chrysothamni ingår i släktet Eurytoma och familjen kragglanssteklar. Inga underarter finns listade i Catalogue of Life.